# La Grande Croisade (film, 2006)
Pour les articles homonymes, voir Croisade (homonymie).
Pour plus de détails, voir Fiche technique et Distribution.
La Grande Croisade est un film belgo-néerlandais réalisé par Ben Sombogaart en 2006.

## Synopsis
Après avoir fait perdre son équipe lors d'un match de football, Dolf WEGA 15 ans se rend dans le laboratoire de sa mère Mary.
Le jeune homme sait que sa mère a participé à la création d'une machine à remonter le temps.
Il veut utiliser cette machine pour empêcher la défaite de son équipe. Mais il se trompe quand il rentre la date et il se trouve projeté en 1212. 
Après avoir échappé miraculeusement à la mort ; il rejoint une croisade d'un genre particulier...

## Fiche technique
- Titre : La Croisade en jeans
- Titre original : Kruistocht in spijkerbroek
- Réalisation : Ben Sombogaart
- Scénario : Bill Haney, Jean-Claude Van Rijckeghem et Chris Craps d'après le roman Kruistocht in spijkerbroek de Thea Beckman
- Musique : Jurre Haanstra
- Photographie : Reinier van Brummelen
- Montage : Herman P. Koerts
- Production : Tim Disney, Bill Haney, William Haney, Kees Kasander et Christopher Seitz
- Société de production : Intuit Pictures, Marmont Film Production, Delux Productions, Focusfilm et Cinatura
- Pays :  Pays-Bas,  Belgique,  Luxembourg et  Allemagne
- Genre : Aventure, fantasyfantastique, science-fiction et guerre
- Durée : 125 minutes
- Dates de sortie : 
  -  Pays-Bas : 15 novembre 2006

## Distribution
- Johnny Flynn : Dolf Vega
- Stephanie Leonidas : Jenne
- Emily Watson : Mary Vega
- Michael Culkin : Anselmus
- Benno Fürmann : Thaddeus
- Ryan Winsley : Vick
- Jake Kedge : Carolus
- Robert Timmins : Nicholas
- Luke Gell : Bertho
- Mykola Allen : Thies
- Amy Jenkins : Maria
- Ophelia Lovibond : Isabella
- Christopher Conway : Francis
- Herbert Knaup : Carlo Bennatti
- Josse De Pauw : l'homme à la hache
- Udo Kier : Dr. Lawerence
- Jan Decleir : le comte de Rottweil